# Надорожная
Надоро́жная (укр. Надорожна) — село в Тлумачской городской общине Ивано-Франковского района Ивано-Франковской области Украины.
Население по переписи 2001 года составляло 1023 человека. Занимает площадь 17,475 км². Почтовый индекс — 78016. Телефонный код — 03479.
Сельский староста — Штиглян Иван Иванович

## История
Первое письменное упоминание 1492 г. Жители села взяли участие во взятии Палагицкого замка 1649 г.27 сентября 1958 года в селе проведена Литургия в храме открыто униатским священником и местное население прогнало членов КГБ из села. В 1968 году повторно проведена Литургия УГКЦ. В период отбывания тюремного строка Василиком в село направили бывшего униатского священника В.Космину но он не убедил местное население перейти на православие. В селе также работали подпольно братья Николай и Григорий Симкайлы видные деятели УГКЦ после выхода из подполье.
1944 года члены ОУН убили в селе 37 поляков.

## Религия
В селе действует приход УГКЦ

### Священники в истории села
- отец Павел Василик
- отец Игорь Плетенчук
- отец Роман Нестерак[4]

## Население
- 1989 год 1086 человек
- 2001 год 1016 человек
- 2022 год 991 человек[5]

## Сельские главы
- Пронюк Михаил Николаевич 1953 г.р Украинская Народная Партия 2006-2016
- Штиглян Иван Иванович 1985 г.р Беспартийный 2016-2019
- Михайленко Михаил Михайлович[5]

## Известные люди
- Павел (Василик) — епископ Коломыйский УГКЦ, был приходским священником в селе
- Николай (Симкайло) епископ Коломыйский УГКЦ, находился в селе в подполии
- Владимир (Вийтишин) — епископ и митрополит Ивано-Франковский в 2006 году освятил храм
- Василий (Ивасюк) епископ Коломыйский УГКЦ посетил село и освятил его

## Памятки
- Церковь Воскрешения Господа нашего Иисуса Христа (1806 г.) УГКЦ
- Церковь (2019 г.) УГКЦ

## Археология
- Древние курганы[1]